# 客观唯心主义
客观唯心主义（Objective idealism）是唯心主义哲学的一种；客觀唯心主義是唯心主義的基本形式之一，與主觀唯心主義相對稱。古希腊哲学家柏拉图被认为是客观唯心主义的创始人。
指把某种“客观”精神（“宇宙”、“理念”、“绝对精神”、“天理”等）说成是世界的本原，认为现实的物质世界都是这种“客观”精神的产物。神学唯心主义也是一种客观唯心主义。

## 代表人物
- 柏拉图：古希腊哲学家
- 朱熹：中国南宋哲学家，他提出“理在事先”，“理”乃是“天地万物之根”等。
- 黑格尔：德国古典哲学家，他认为“绝对精神”是世界的本原，世界上的一切都是“绝对精神”的体现。